# Flamands de France
Cet article concerne le peuple. Pour la langue, voir Flamand de France.
Les Flamands de France ou Flamands français sont traditionnellement les Flamands qui habitent la Flandre française, un territoire qui représente depuis 1790 la moitié nord du département du Nord.
Étant au nombre de 1 733 184 en 2008, ils se divisent linguistiquement en deux : les flamandophones, habitant la Flandre flamingante et les romanophones, habitant la Flandre romane. Les Flamands de France constituent par ailleurs une part du peuple français.

## Anthropogéographie
Les Flamands de France sont voisins des Flamands de Belgique d'un côté et des Artésiens de l'autre.

## Ethnonymie
Ils se nomment en néerlandais Vlamingen van Frankrijk et en flamand occidental Vlamingen van Vrankryk, autrement écrit Vlamingen van Frankryk.
Au XXIe siècle, les habitants de la Flandre romane sont plus souvent appelés Ch'tis que Flamands, en référence au dialecte Chtimi. À cause de cet appellatif, ils sont confondus avec leurs voisins Pas-de-Calaisiens, qui sont également appelés Ch'tis.

## Anthropologie et ethnologie
.

### XIXesiècle
Dans la première moitié du XIXe siècle, d'après Abel Hugo et le préfet du département du Nord, les Flamands français allient communément des mœurs douces et pacifiques à une teinte de rudesse qui tient aux habitudes du pays. Aimant le calme et la fixité, ils sont naturellement froids et peu communicatifs avec leurs compatriotes, ils le sont encore moins avec les étrangers. L'humeur flegmatique s'altère à mesure que l'on descend du Nord au Sud du département et, sur le plan physique, l'embonpoint et la hauteur de la taille augmentent à mesure que l'on avance vers le Nord et la Belgique. Les Flamands sont peut-être de toute la France le peuple qui, à cette époque, attache le plus de prix à la propreté : leurs maisons sont toujours nettes et bien tenues, elles ont un bon aspect. Leurs jardins, à allées sablées, à compartiments entourés d'arbustes taillés, à tonnelles de charmilles ou de treillage, indiquent encore leur goût pour la régularité. Les Flamands réfléchissent avant de comprendre : ils ont l'imagination lente mais le jugement sain, ainsi qu'un esprit solide et une bonne sagacité. Ils sont « bons, hospitaliers, charitables, fermes et dévoués dans leurs affections, quoique peu persévérants dans les sentiments haineux. ».
À la même époque, la nourriture des paysans flamands est généralement plus substantielle que celle des habitants des autres parties de la France. La viande, le beurre et le pain en sont les principaux éléments. Ils boivent par ailleurs de la bière et sont mêmes accusés d'être enclins à faire un usage peu modéré de toutes les boissons fortes. C'est un penchant qui, dans les arrondissements de Dunkerque et d'Hazebrouck, parait même être commun aux femmes et aux jeunes filles : le dimanche et les jours de fête, elles ont l'habitude de passer une partie de la journée au cabaret. Dans les environs d'Hazebrouck, les plus jeunes des femmes tiennent tête, comme leurs aïeules, à leurs parents, avec le verre à la main du couchant à l'aurore.
En général, vers 1841, ils encouragent les travaux de l'imagination et de la science, bien que leur esprit manque de la verve et de la vivacité propres au caractère français. Toutes les inclinations naturelles des Français de la Flandre sont à cette époque tournées vers le plaisir, le repos et l'industrie ; bien que l'amour de l'indépendance leur a fait soutenir des luttes perpétuelles par le passé. Religieux, et ennemis du désordre parce qu'ils sont graves, ils se tiennent cependant à l'abri des superstitions et du fanatisme, parce-que leur jugement est solide. Cette dernière qualité a antérieurement facilité le développement de leur commerce et le progrès de leur agriculture. Les Flamands de France aiment qu'on les instruise des us et coutumes de leurs ancêtres qu'ils respectent et admirent, l'archéologie et l'histoire sont en honneur dans le Nord, où ces goûts très répandus corroborent les sentiments de l'amour de la patrie. Dans la plupart des villes, les lumières  de la civilisation ont tiré le flamand de sa naïveté dont les traces ne se peuvent trouver que dans les villages du nord du département. Au sud du pays de Douai, le long de la Sambre, les mœurs sont loin d'avoir autant de simplicité ; mais à mesure qu'on s'approche de la Belgique, l'esprit des habitants s'alourdit et leur complexion va se refroidissant. Ce caractère s'explique jusqu'à un certain point par la nature du sol flamand, par le climat de ces contrées et par la manière de vivre de ces hommes tout matériels.
Selon Francis Wey, le naturel bon, paisible et accommodant du Flamand, cache une humeur assez impérieuse : il n'aime pas à être contredit et sa ténacité prouve qu'il n'a point l'habitude d'avoir tort. Ce trait de son caractère est même un de ceux qui signalent le mieux le Lillois hors de chez lui. Du reste, quand des amis flamands se séparent, loin de conserver de la rancune, il semble que leurs démêlés rendent leur amitié plus étroite, en l'exornant d'un bon souvenir. La jalousie n'est pas plus développée en eux que la passion, ils ne se donnent point la peine de surveiller leurs femmes. La logique imperturbable de ces dernières les empêche de s'occuper d'un autre homme que du leur, attendu, disent-elles, que « c'est bien assez déjà d'en avoir un ». Quant aux époux, leur naturel positif qui les éloigne de tout labeur inutile, ou dont la fin n'est pas sensée, ne leur montre dans l'amour d'une femme mariée, ou même d'une fille que l'on ne veut pas pour épouse, aucun but qui vaille d'être poursuivi. Ces Flamands sont indifférents par rapport aux choses du sentiment, leurs goûts sont tournés à la matière seule, le platonisme leur est inconnu. La preuve la plus sensible de leur froideur est dans le peu de mystère dont ils entourent ce que, ailleurs, on tient dans le secret. Aussi étrangers aux idées pudiques qu'aux pensées immorales, ils sont à la fois cyniques et vertueux. Ils tiennent par exemple avec insouciance les propos les plus « gras », sans rien voiler par des métaphores et ils iraient, sans s'aviser de rougir, avec des costumes très bas décolletés ou même sans costumes. Cette singularité est d'ailleurs commune aux deux Flandres.
D'autre part, le « trop bien vivre » leur alourdit l'esprit et l'imaginative, néanmoins ils se plaisent aux arts et surtout à ceux qui flattent la sensualité, c'est pourquoi la musique est chez eux un goût dominant. Les Flamands aiment la représentation, pour les divertir il faut des spectacles magnifiques et étranges. Le beau, pour eux, c'est le bizarre et, sous ce rapport, ils conservent des analogies avec des individus du Moyen Âge. Ils ont introduit le burlesque jusque dans les cérémonies de la religion. En Flandre, les fêtes patronales nommées kermesses ou ducasses, commencent par des processions et se continuent dans l'ivresse. La danse, qui y est très suivie, ne manque pas d'originalité : les hommes y font des « ronds de jambe » en se tenant les poings sur les hanches et le coude en avant, tandis que les femmes, en agitant les bras, tournent sur elles-mêmes avec vivacité. Ils ont encore en 1841, comme les Comtois, leurs tirs à l'arc, à l'arbalète et au fusil, jeux célébrés avec un grand appareil et où se manifeste encore le goût des Flamands pour les distinctions sociales. Les vainqueurs proclamés « Rois », décorés d'un oiseau d'argent, empanachés et enrubanés, sont portés en triomphe par leurs sujets jusqu'au cabaret voisin. Souvent on joint à ce monarque un « Roi du plaisir » chargé de veiller à ce que le désordre ne soit pas troublé un seul instant.

### XXeetXXIesiècles
Une union flamande de France (Vlaamsch Verbond van Frankrijk), ayant en partie pour but de défendre les Flamands, est active de 1924 à 1944. Plus tard un parti fédéraliste flamand (Vlaemsche federalistische party), visant à la préservation de la langue flamande et du patrimoine de la Flandre française, est actif de 1984 jusqu'au milieu des années 1990,.
Concernant les flamandophones, une vaste recherche linguistique montre en 1972 que le flamand local est encore largement en usage dans une grande partie de l'arrondissement de Dunkerque et, dans de nombreuses communes, il l'est même plus que le français. En 1999, les flamandophones ne sont plus que 60 000, alors qu'ils étaient environ 177 950 en 1830. D'autre part, cette population est souvent considérée à tort comme étant ch'ti, cela depuis la sortie en 2008 du film Bienvenue chez les ch'tis qui a été tourné à Bergues, une commune située en zone flamandophone,.
Concernant les romanophones, autrement dit les Ch'tis, ils deviennent sérieusement médiatisés à la suite du film cité précédemment, cela en partie via des émissions de téléréalité diffusées à partir de 2011 (voir Les Ch'tis).

## Costumes

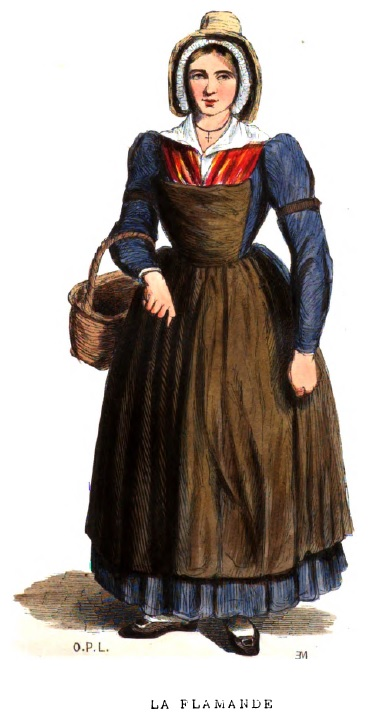
Costume féminin du XIXe siècle.
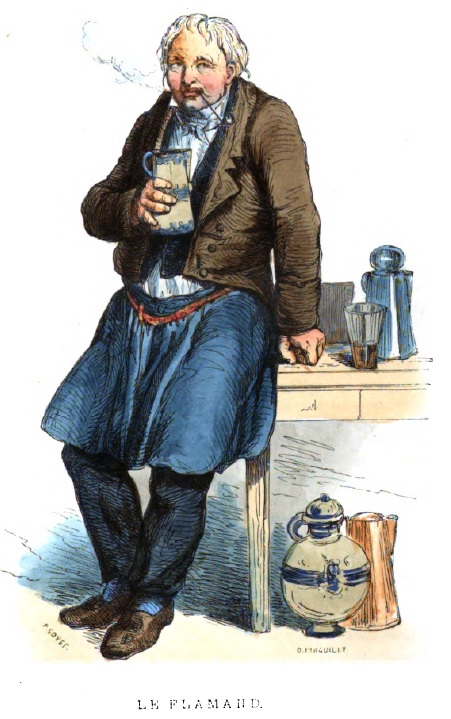
Costume masculin du XIXe siècle.
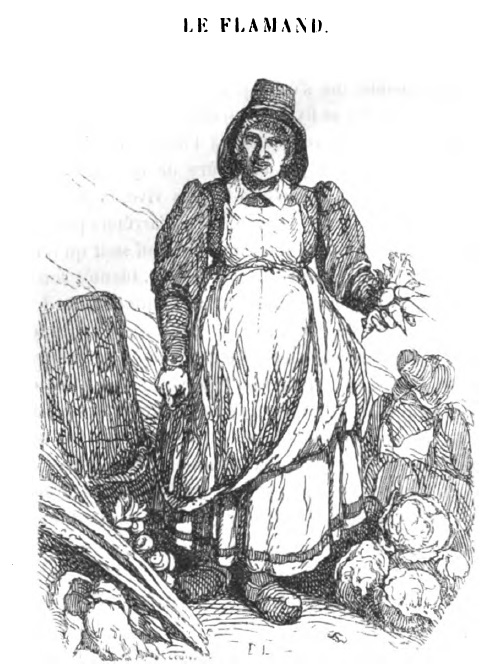
Costume paysan féminin du XIXe siècle.
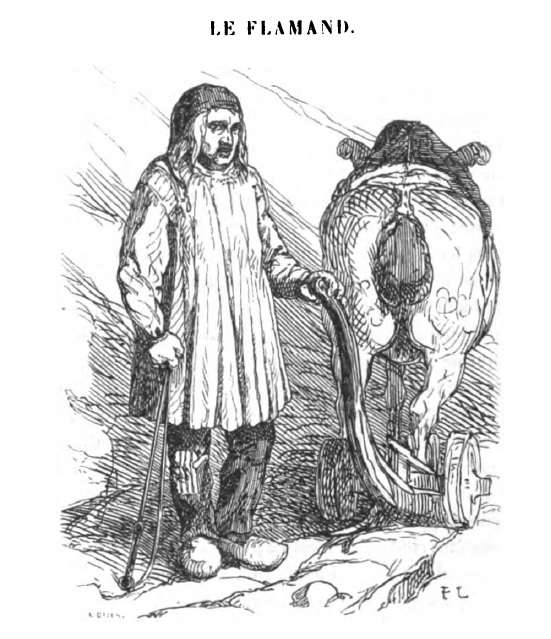
Costume paysan masculin du XIXe siècle.

### Note
1. ↑  Il serait nécessaire de replacer l'histoire du peuple flamand dans un contexte historique, indiquer que le Nord de la France a été déchiré et en partie conquis par les armées françaises au XVIIe siècle. Voir à ce sujet l'ouvrage de Jacques Buttin et co-auteurs intitulé 1677 - La Bataille de la Peene - La Flandre déchirée, Maison de la Bataille, 2017.
2. ↑  La prise en compte, par exemple, de l'ouvrage d'Éric Vanneufville intitulé Histoire de Flandre - Le point de vue flamand, permettrait avoir une vision globale et harmonisée de ce sujet, en tenant compte en particulier des apports néerlandophones. Le point de vue flamand est en effet capital pour traiter convenablement ces aspects anthropologique et ethnologique. L'auteur précise dans son ouvrage : « Sur le plan historique, lorsque le Flamand se penche sur son passé, il trouve tout simplement miraculeux que la Flandre et sa langue n'aient pas été éradiquées par les différents étrangers qui ont successivement marqué ce territoire de leur empreinte : rois de France, ducs de Bourgogne, empereurs Habsbourg, rois d'Espagne, empire français, sans compter les hordes armées de toutes nations qui ont déferlé à qui mieux mieux durant des siècles, pillé les récoltes sur pied, violenté les habitants, ennoyé les terres littorales en rompant les digues toujours à réédifier, brûlé les monastères, détruit les cités marchandes, forcé les uns et les autres à s'enrôler sous des bannières diverses et toutes présentées comme légitimes. »